# پالژ (ژابلیاک)
پالژ (به لاتین: Palež) یک منطقهٔ مسکونی در مونته‌نگرو است که در شهرداری ژابلیاک واقع شده‌است. پالژ ۴۰۴ نفر جمعیت دارد.